# Maurice Lucas

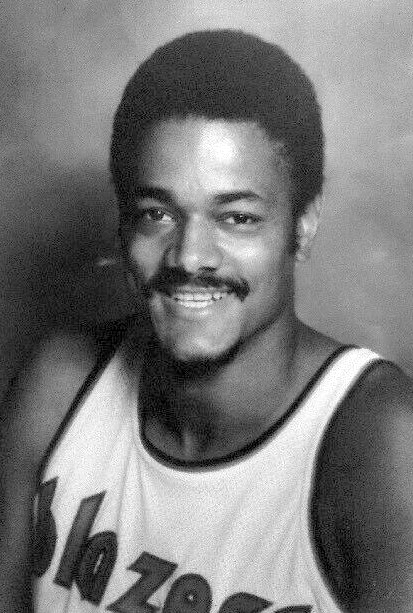

Maurice Lucas (18 de fevereiro de 1952 - 31 de outubro de 2010) foi um jogador de basquete profissional norte-americano. Foi campeão com o Portland Trail Blazers na temporada de 1977.